# Rowley Regis
Rowley Regis è una località della contea delle West Midlands, in Inghilterra. Fu un municipio fino al 1966.